# Де Жерлаш (кратер)
де Жерлаш — місячний ударний кратер, розташований уздовж південного краю Місяця, в межах діаметра кратера Шеклтона на південному полюсі. З Землі цей кратер видно з краю, і він лежить у вічній темряві. Таким чином, у цьому кратері, окрім краю валу, можна побачити мало деталей або взагалі їх не видно. Проте кратер добре видно на зображеннях із земних радарів. Кратер приблизно округлої форми, з невеликим зносом. Над валу немає особливих кратерів, хоча деякі утворення можуть бути прикріплені до південного та західного країв.
Кратер ідентифікували Жан-Люк Маргота Дональд Б. Кемпбелл, які спільно запропонували назву Міжнародному астрономічному союзу. Назва на честь бельгійського дослідника Адріана де Жерлаша була прийнята МАС у 2000 році. У квітні 2023 року МАС назвала менший кратер Брілл на дні кратера де Жерлаш.

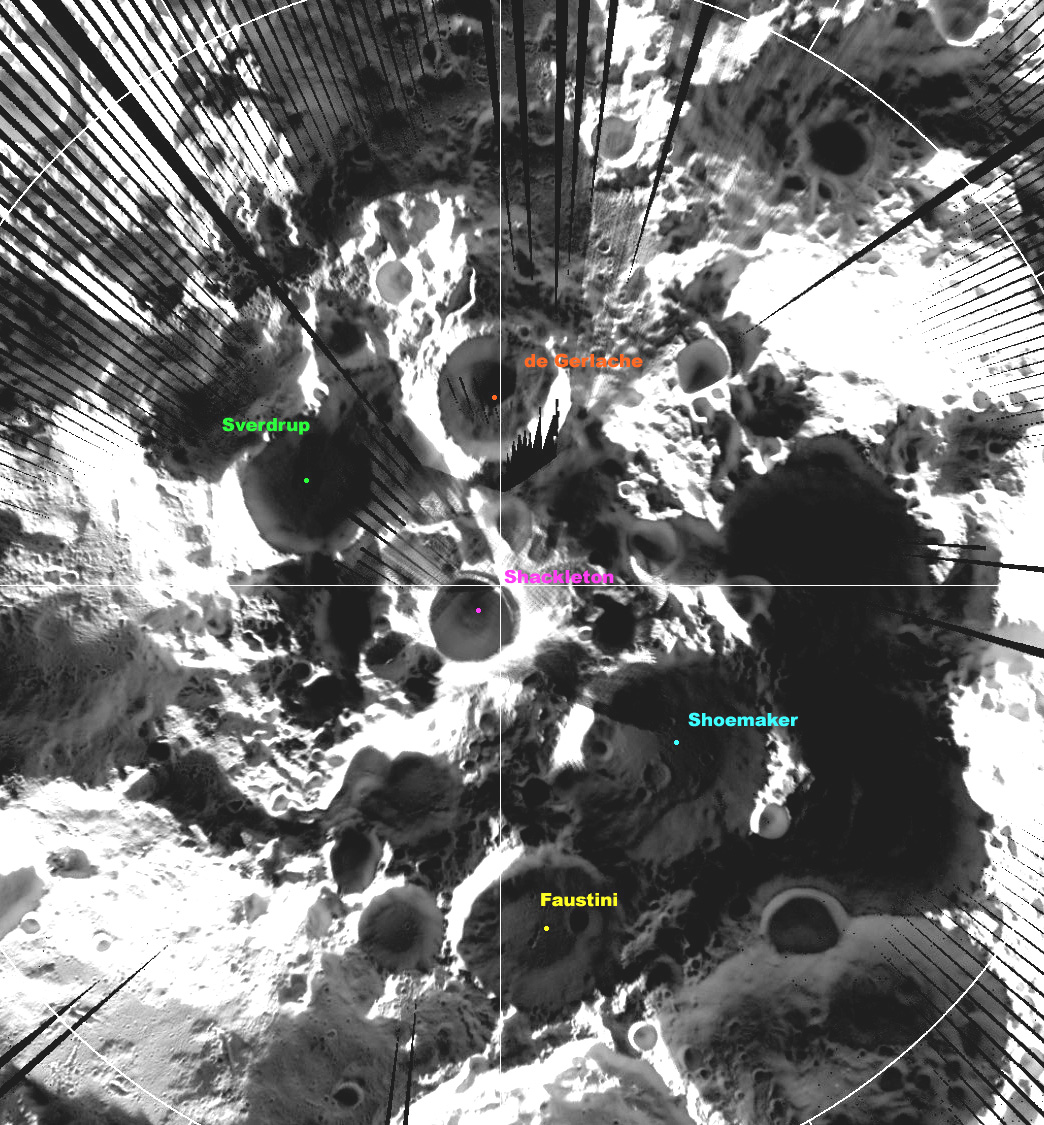
Кратер де Жерлаш, зображений LRO.

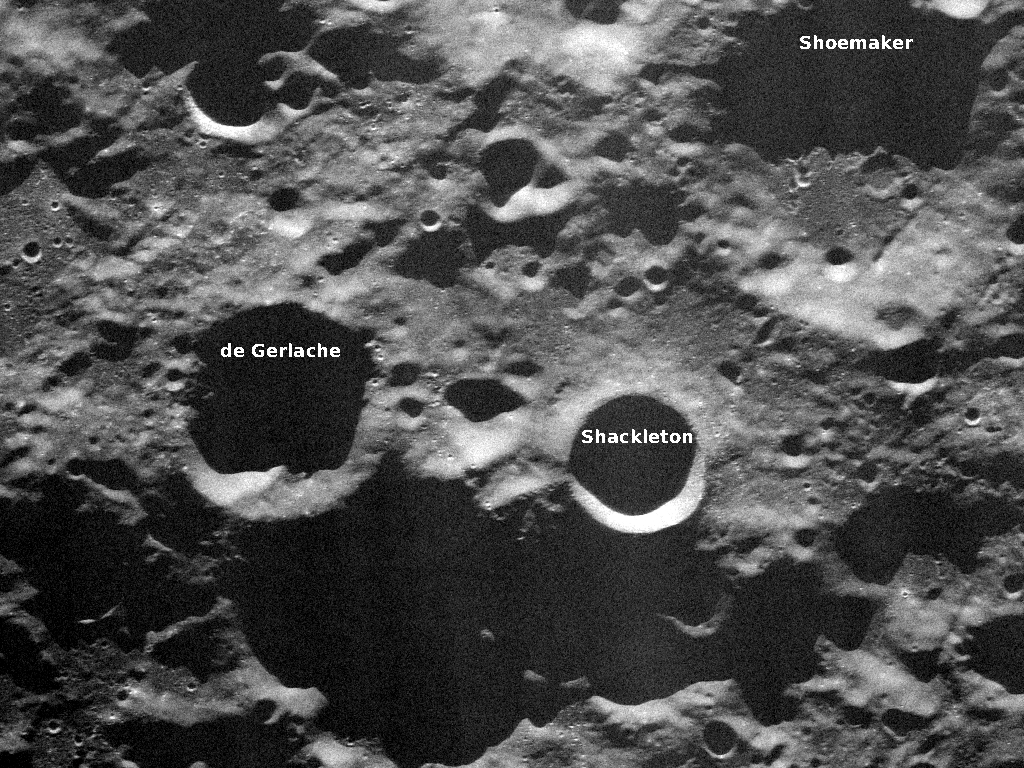
Кратер де Жерлаш, зображений земним радаром.